# Малые Пруды (Крым)
Ма́лые Пруды́ (до 1948 года Ишу́нь Тата́рский; укр. Малі Пруди, крымскотат. Tatar İşün, Татар Ишюн) — исчезнувшее село в Кировском районе Республики Крым, включённое в состав Прудов, располагалось примерно у южной окраины современного села.

## История
Ишунь татарский впервые в исторических документах встречается в Списке населённых пунктов Крымской АССР по Всесоюзной переписи 17 декабря 1926 года, согласно которому в селе Ишунь (татарский), Челеби-Элинского сельсовета Феодосийского района, числилось 22 двора, из них 21 крестьянский, население составляло 90 человек, из них 66 татар, 17 русских и 7 украинцев. Постановлением ВЦИК «О реорганизации сети районов Крымской АССР» от 30 октября 1930 года из Феодосийского района был выделен (воссоздан) Старо-Крымский район (по другим сведениям 15 сентября 1931 года) и село включили в его состав. Из воспоминаний годротехника Александра Михайловича Левда известно, что в селе существовал водопровод, который к 1938 году уже не действовал и требовал ремонта.
В 1944 году, после освобождения Крыма от нацистов, согласно постановлению ГКО № 5859 от 11 мая 1944 года, 18 мая крымские татары были депортированы в Среднюю Азию. 12 августа 1944 года было принято постановление № ГОКО-6372с «О переселении колхозников в районы Крыма» и в сентябре того же года в село приехали первые переселенцы, 1268 семей, из Курской, Тамбовской и Ростовской областей, а в начале 1950-х годов последовала вторая волна переселенцев. С 1954 года местами наиболее массового набора населения стали различные области Украины. С 25 июня 1946 года Приветное в составе Крымской области РСФСР. Указом Президиума Верховного Совета РСФСР от 18 мая 1948 года, Ишунь татарский переименовали в Малые Пруды. 26 апреля 1954 года Крымская область была передана из состава РСФСР в состав УССР. К 1960 году, поскольку в «Справочнике административно-территориального деления Крымской области на 15 июня 1960 года» селение уже не значилось, Малые и Большие Пруды объединили в просто Пруды (согласно справочнику «Крымская область. Административно-территориальное деление на 1 января 1968 года» — в период с 1954 по 1968 годы).